# Nyodes marmorata
Nyodes marmorata là một loài bướm đêm trong họ Noctuidae